# Тарутинский манёвр

Тарутинский манёвр (также марш-манёвр) — стратегическое фланговое движение (марш-манёвр) русской армии во время Отечественной войны 1812 года по направлению к селу Тарутино после сдачи Москвы с целью занять позиции, прикрывающие все дороги, ведущие на Калугу и Тулу.

## Цель манёвра
Марш проходил с 5 (17) сентября по 21 сентября (3 октября) 1812 года. С этого манёвра начался переломный период войны: ещё 2 (14) сентября Наполеон победителем вошёл в Москву, а уже 6 (18) октября он осознал смертельную опасность после больших потерь, понесённых И. Мюратом в ходе Тарутинского боя. Традиция называть манёвр «Тарутинским» появилась в середине XX века; сам Кутузов называл переход просто «фланговым маршем» и, по-видимому, не определился сразу с конечной точкой движения войск, а импровизировал в соответствии с меняющейся обстановкой.
Когда М. И. Кутузов осознал неизбежность оставления Москвы, перед ним возникли новые задачи: оторваться от противника, защитить базы снабжения в Туле и Калуге и создать угрозу линиям снабжения французской армии. По плану Кутузова русская армия вышла из Москвы по Рязанской дороге 2 (14) сентября но, после двух дневных переходов, резко повернула на запад, использовав Боровский перевоз у села Еганово для переправы через Москву-реку. Помимо армии, через Боровский перевоз переправилось более 40 тысяч обозных подвод и экипажей жителей Москвы. Главная квартира армии поначалу расположилась в Кулакове. В. А. Бессонов считает, что осторожный Кутузов исходно планировал продолжать отступление на Рязань и Владимир — именно туда он 1 сентября распорядился отправить сделанные в Калуге запасы — но, убедившись в том, что основная армия Наполеона его не преследует, уже 3 сентября фельдмаршал решил провести фланговый обход с выходом на Калужскую дорогу и приказал собранные подкрепления направлять в Калугу. Преимущество новой позиции было очевидно и она была предложена ранее, на военном совете 1 сентября, по разным данным, Л. Л. Беннигсеном или К. Ф. Толем. Исследователи расходятся по вопросу о том, решил ли Кутузов в этот момент дойти до Тарутино (так считают Л. Г. Бескровный, П. А. Жилин и другие), или его целью первоначально являлась Красная Пахра (этой точки зрения придерживались, например, А. И. Михайловский-Данилевский и Е. В. Тарле). По мнению В. А. Бессонова, первоначальной целью флангового манёвра был Подольск, но 6 сентября, убедившись в том, что французы потеряли русскую армию и остаются на Рязанской дороге, Кутузов решил продолжить движение до Старой Калужской дороги.

## Ложные манёвры русского арьегарда
Арьергард русской армии под командованием Н. Н. Раевского сумел создать успешную иллюзию продолжения отхода по Рязанской дороге; преследующая конница Мюрата последовала за отвлекающими казачьими отрядами (казаки, отступая по Рязанской дороге, увлекли за собой отряд Мюрата на два перехода, до Бронниц). Кавалеристы в авангарде Мюрата считали, что победа уже пришла, и жаждали уклониться от битв, а казаки из отряда И. Е. Ефремова им подыгрывали, без боя, но после переговоров, сдавая один населённый пункт на Рязанской дороге за другим. Мюрат, увидев такое неуклонное отступление русских, дал своему отряду передышку и даже сам поехал в Москву. Французский авангард простоял до 8 (20) сентября, затем переправился через Москву-реку и вновь остановился по случаю прибытия очередного парламентёра. Вскоре — через неделю после оставления Кутузовым Москвы — авангард французов (на этот момент под командой О. Ф. Себастьяни) обнаружил, что потерял русскую армию, Наполеону об этом было доложено в ночь с 9 на 10 (22) сентября. Встревоженный появлением казаков на Можайской дороге, Наполеон 10 сентября сформировал новый сводный корпус под командой Ж. Б. Бессьера, которому была поручена разведка на Старой Калужской дороге, а в ночь с 11 на 12 сентября приказал Мюрату двигаться на Калугу. Корпус Юзефа Понятовского, уже ранее, 8 сентября, высланный к Подольску, соприкоснулся с русским арьергардом 12 (24) сентября.

## Завершающий этап
За время марша русская армия вдоль реки Пахры прошла до Подольска и затем до Красной Пахры (9 (21) сентября). Расположение русской армии у Красной Пахры прикрывалось: авангардом М. А. Милорадовича — у деревни Десны, корпусом Раевского — у деревни Луковня, между Калужской и Тульской дорогами, кавалерией Васильчикова — у Подольска. С момента прибытия в Красную Пахру и до самого Тарутинского боя Кутузов предоставил ведение боевых действий летучим отрядам, а сам занялся укомплектованием войск.
Наполеон изначально планировал после обнаружения русской армии атаковать её и отбросить на несколько переходов от Москвы. Российское командование ожидало от Наполеона таких действий и потому в 10-х числах сентября, заметив активность со стороны Подольска, русский Главный штаб предположил, что готовится атака русской позиции с тыла через Чириково. Отряду прикрытия во главе с Милорадовичем было приказано оставить Десну, которую немедленно занял корпус Бессьера. Беннигсен предложил отбить Десну, но Кутузов продолжил выжидательную тактику. В ожидании атаки французов русские простояли до 14 сентября, после чего решено было обезопасить тылы, отойдя к деревне Бабенки; Чириковская дорога прикрывалась отрядом под командованием А. И. Остермана-Толстого.
Наполеон решил дать отдых своей основной армии и отбросить русских от Москвы силами авангарда Мюрата. Кутузов, первоначально наметив на 16 сентября атаку на французов с целью отбросить их до Подольска, быстро изменил своё мнение и решил (не позднее 17 сентября) повернуть на юго-запад, отойти к реке Наре и занять более выгодную позицию у Тарутино. Главная квартира в процессе движения располагалась в Спас-Купле, затем в Богородском и, наконец, 20 сентября в Тарутино (сам Кутузов переехал в Леташевку). По свидетельству Михайловского-Данилевского, на берегу Нары Кутузов произнёс «Теперь ни шагу более назад».

## Главный итог
В итоге манёвра русская армия остановилась в Тарутинском лагере 21 сентября (3 октября), заняв выгодное положение: южные губернии с их складами и базами были прикрыты, угроза тылу и линиям снабжения французов между Москвой и Смоленском исключила атаку на Санкт-Петербург, связь с войсками П. В. Чичагова и А. П. Тормасова была гарантирована. Атака на новые позиции была не по силам авангарду Мюрата, и армия получила почти трёхнедельную передышку с 21 сентября (3 октября) по 11 октября (23 октября), использованную для отдыха, пополнения и подготовки к зиме.